# Villagarzón
Villagarzón, o anche Villa Garzón, è un comune della Colombia facente parte del dipartimento di Putumayo.
L'abitato attuale venne fondato da Julio Garzón Moreno nel 1946, mentre il comune venne istituito il 14 marzo 1977 con il nome "Villa Amazónica", successivamente mutato in quello attuale in onore del fondatore.